# St.-Johannis-Kirche (Magdeburg)

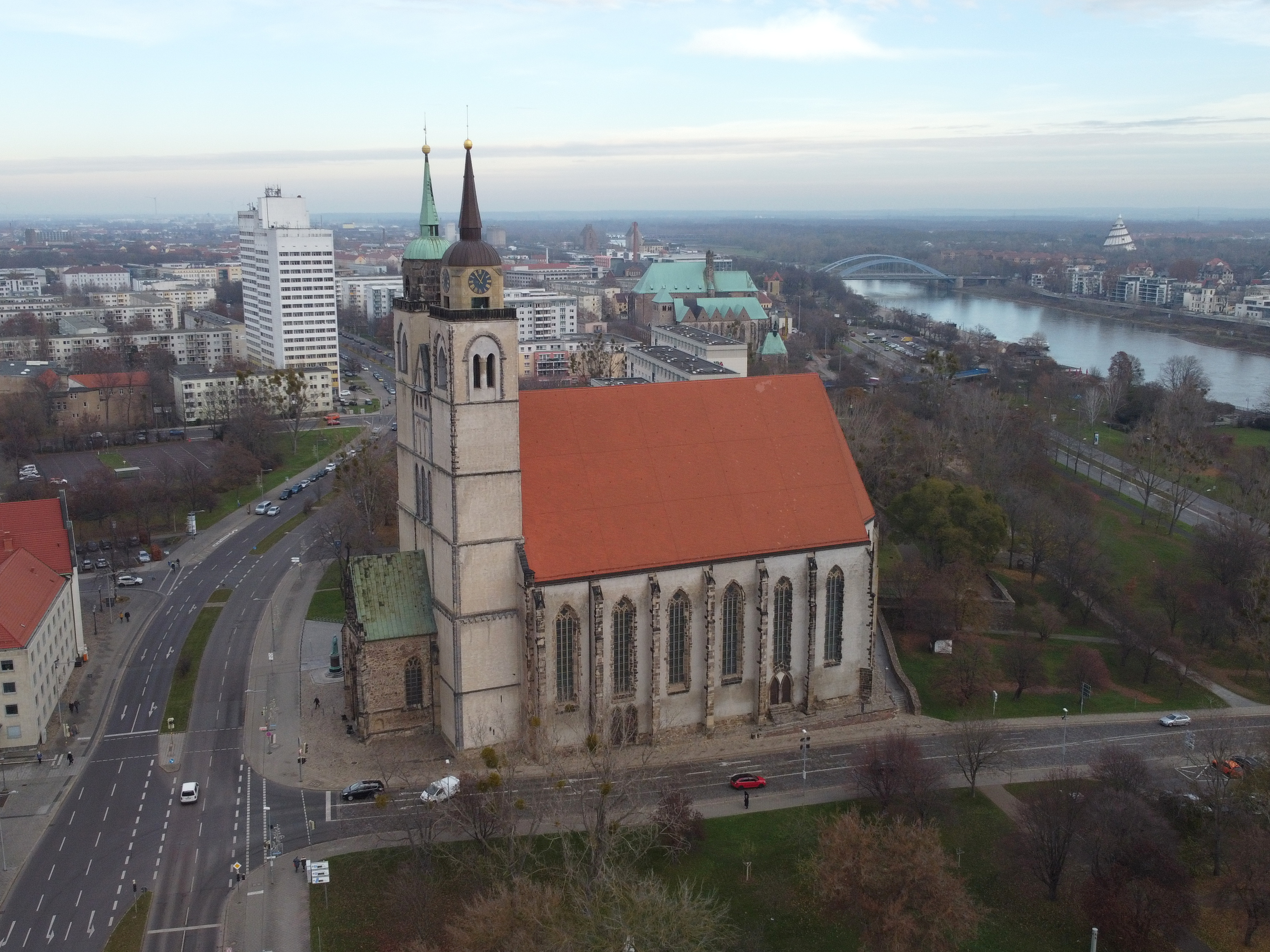
Sankt Johannis im Luftbild von Süden

Innenansicht 2024

Die St.-Johannis-Kirche in Magdeburg ist ein ehemaliges Kirchengebäude im Stadtteil Altstadt mit der Adresse Johannisbergstraße 1. Sie war bis zu ihrer Profanierung dem Evangelisten Johannes geweiht. Seit 1999 wird sie als Festsaal und Konzerthalle der Stadt Magdeburg genutzt. Von Januar bis Juni 2014 diente sie dem Landtag von Sachsen-Anhalt als Tagungsort.

## Geschichte

### Bau im 11. Jahrhundert und erste Zerstörung 1207
Das genaue Datum der Grundsteinlegung ist nicht bekannt. Dagegen ist überliefert, dass 936–941 eine erste Pfarrkirche in diesem Bereich errichtet wurde. Erstmals erwähnt ist sie am 23. April 941: König Otto I. schenkte den Mönchen des von ihm gestifteten Moritzklosters eine als plebeiam ecclesiam (Volkskirche) bezeichnete Kirche. Es gibt keine Darstellungen oder Beschreibungen dieses Bauwerks. Mit einer Urkunde vom 29. Juli 946 bestätigte der König nochmals die Schenkung einer popularem ecclesiam. Thietmar von Merseburg erwähnte die Kirche 1015 als Kaufmannskirche, aecclesia mercatorum. Historiker vermuten, dass unter Erzbischof Hartwig 1082 ein neues Kirchengebäude an der bisherigen Stelle errichtet wurde.
Abt Arnold erwähnte die Kirche als Sankt Johannis erstmals 1160 in einer Urkunde Albrechts des Bären. Im Jahr 1170 übereignete Erzbischof Wichmann die Kirche dem Stift Unser Lieben Frauen. Hier heißt das Gotteshaus ecclesiam forensem in Magdeborg in honore beati Johannis evangelistae consecratam (Marktkirche zu Magdeburg, zu Ehren von Johannes dem Evangelisten geweiht).
Nachdem das Kirchengebäude bei einem Stadtbrand im Jahr 1188 bereits beschädigt worden war, brannte sie bei einem neuerlichen Stadtfeuer 1207 nieder.

### 1208 bis 1451: Wiederaufbau und zweite Zerstörung
Bereits kurz nach dem vernichtenden Brand begann der Wiederaufbau: zunächst entstand der Unterbau der Turmgeschosse, die 1213 fertiggestellt wurden. Bis 1218 kamen die oberen Turmgeschosse hinzu, bis 1238 war der Bau, inklusive einer Türmerwohnung, abgeschlossen. Die Kirche war im Stil einer Basilika errichtet. Bereits 1239 führte ein neuer Großbrand zu Beschädigungen.
Im Jahr 1301 stellte das Makkabäerkloster Köln die Reliquie der 11.000 Jungfrauen in der Johanniskirche aus. Ab 1438 unterstand auch das nahegelegene Hospital St. Gertraud der Johanniskirche.
Am 22. Juli 1451 schlug ein Blitz in den Nordturm ein. Es brach ein Feuer aus, das auch auf den südlichen Turm und das Kirchenschiff übergriff. Ein Drittel des Kirchenschiffes brannte ab und das Haus war nicht mehr nutzbar.

### 1451 bis 1631: Wiederaufbau und dritte Zerstörung
Der Wiederaufbau fand in den Jahren 1452/1453 statt, wobei statt einer Basilika eine dreischiffige Hallenkirche mit einer Vorhalle an der Westseite entstand. Auf Zierformen wurde verzichtet. Statt Haustein kam überwiegend Bruchstein zum Einsatz. Das Kirchendach erhielt ein Kupferdach, die Türme Bleidächer.
Am 26. Juni 1524 predigte der Reformator Martin Luther in der Johanniskirche. Magdeburg wurde daraufhin protestantisch.
Während des Dreißigjährigen Kriegs stürzte am 26. November 1630 eine der Turmspitzen infolge eines Orkans auf das Kirchendach und verursachte erhebliche Schäden.
Am gleichen Tag beschloss in Hameln der kaiserliche Generalissimus Tilly den Angriff auf das belagerte Magdeburg, der am 10. Maijul. / 20. Mai 1631greg. erfolgte. Magdeburg wurde eingenommen und infolge von ausgebrochenen Bränden fast vollständig vernichtet. Tillys Truppen brachen die Türen der Johanniskirche auf, raubten das Gotteshaus aus und brannten es nieder. Die Eroberer ermordeten Geistliche und Mitglieder der Gemeinde, darunter Pfarrer M. Ritter. Pfarrer Andreas Kramer verteidigte den Altar und sich mit einem Evangelienbuch. Durch das Eingreifen eines auf Seiten der Angreifer kämpfenden ehemaligen Schülers Kramers wurden Kramer und weitere Personen gerettet. Das von Kramer zur Verteidigung genutzte und dabei beschädigte Buch wurde als Magdeburger Blutbibel bekannt.

### 1631 bis 1945: Wiederaufbau und vierte Zerstörung

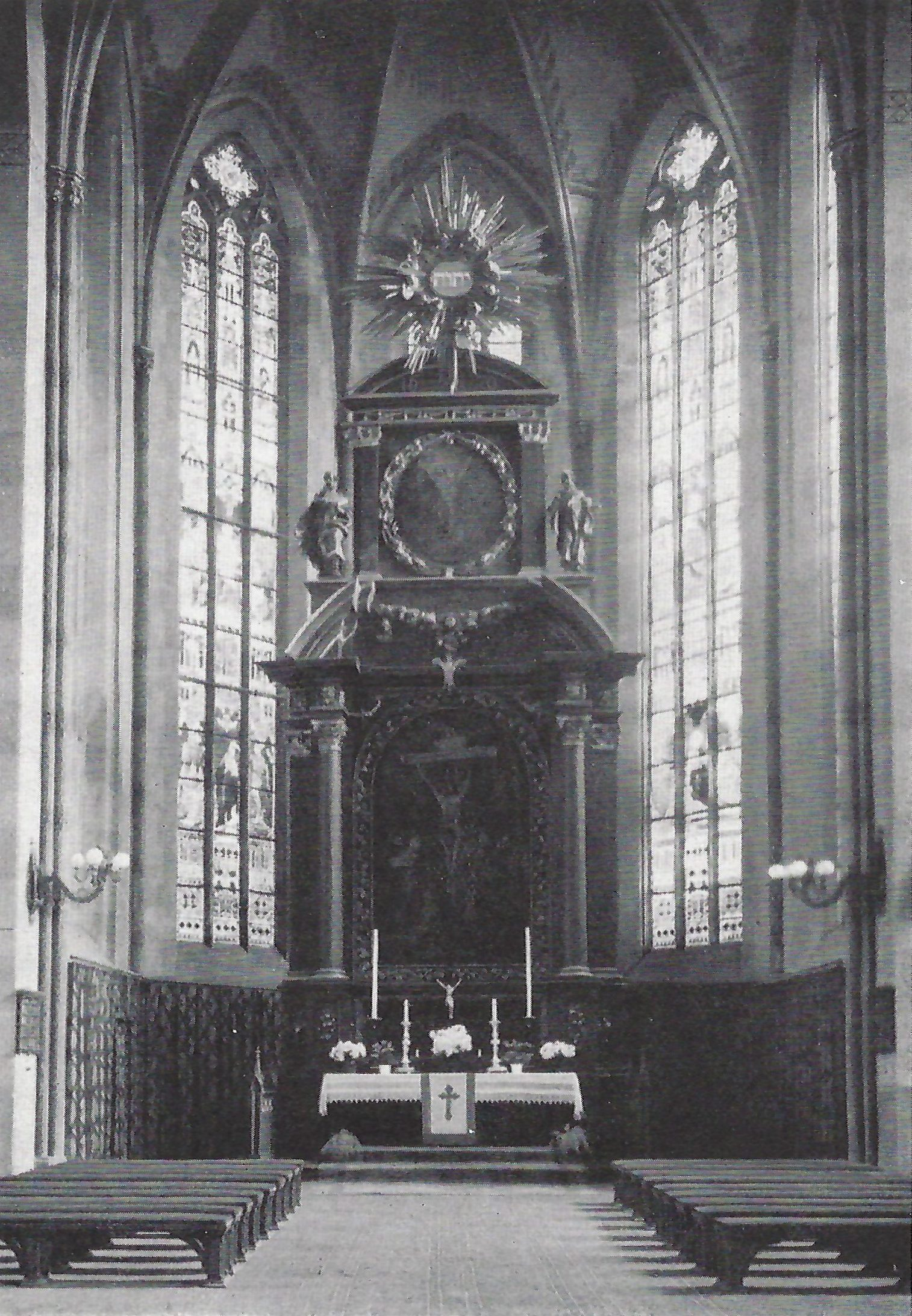
Altar der Johanniskirche

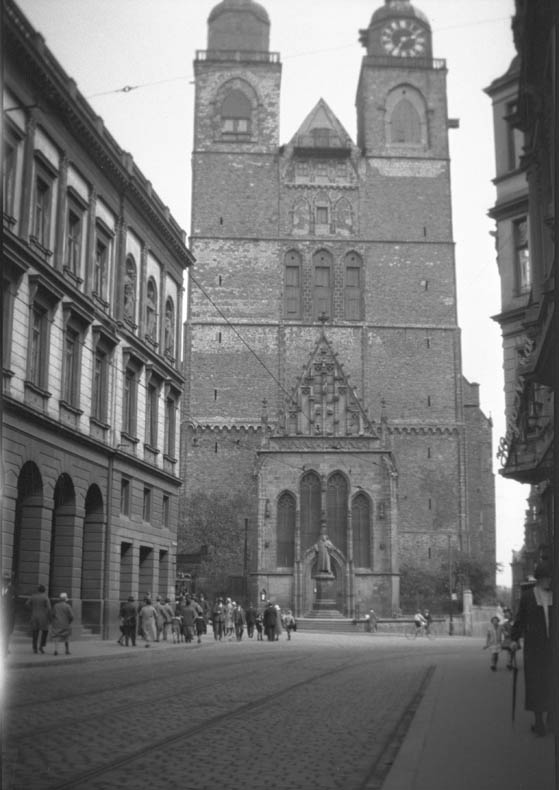
Blick von Westen im Jahr 1927

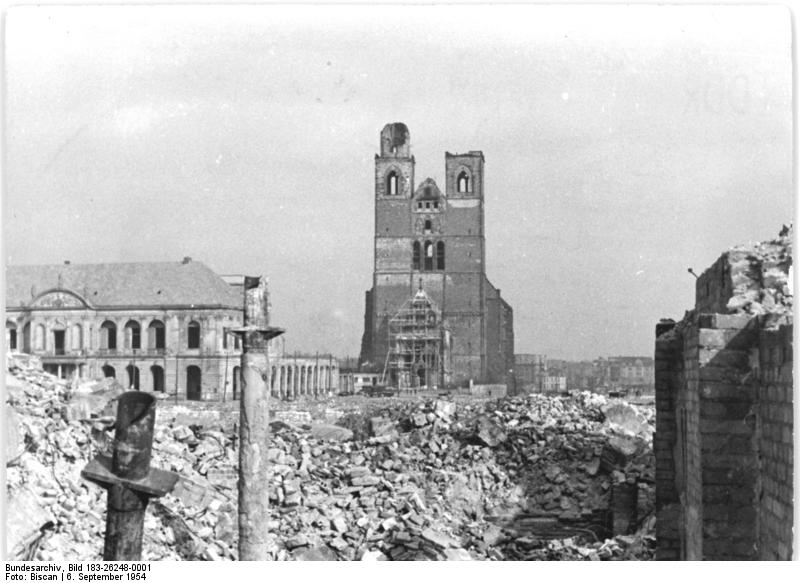
Ruine der Johanniskirche (1954)

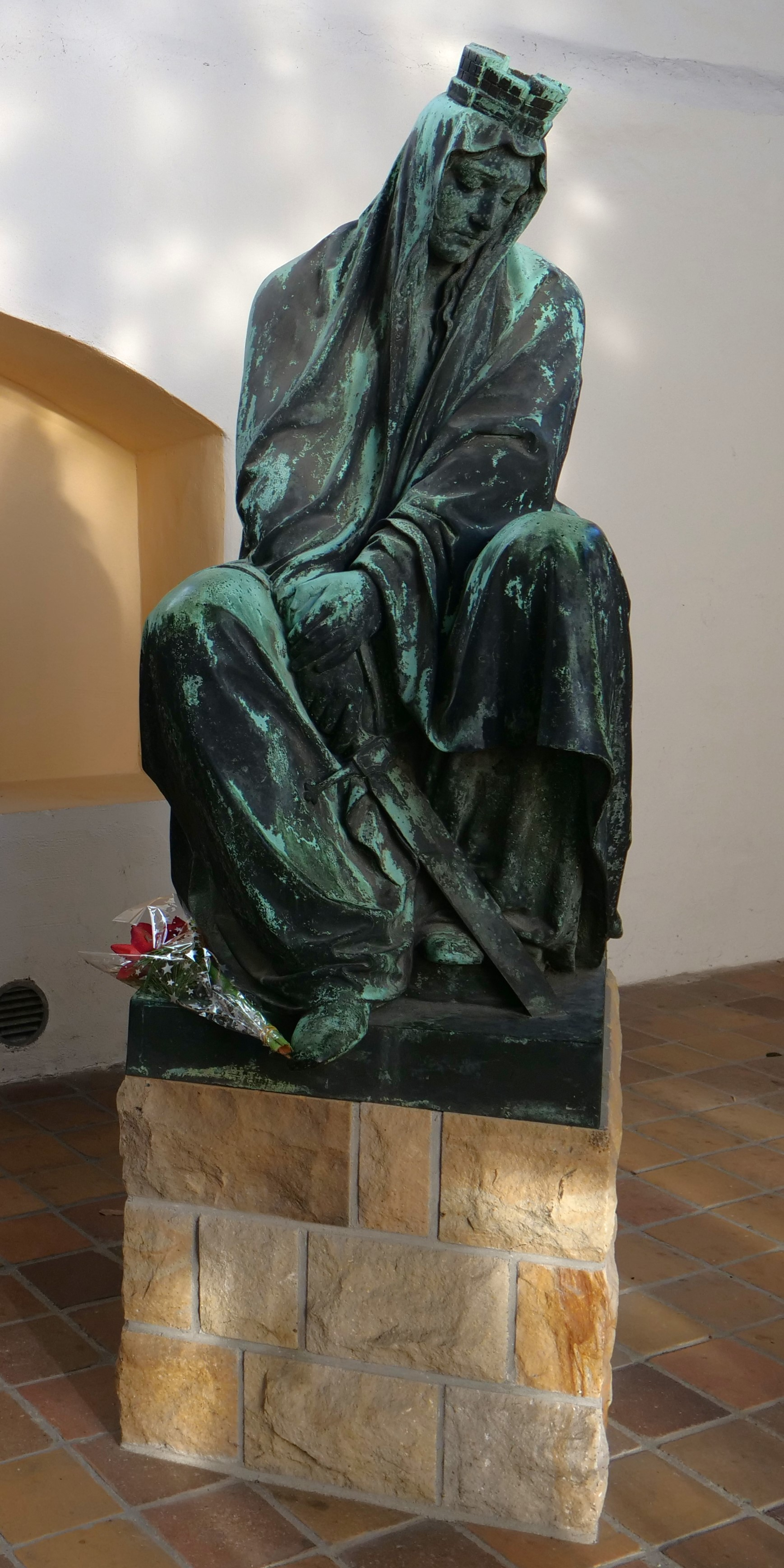
Trauernde Magdeburg

Der Pfarrer von Sankt Johannis Petrus Hecht kehrte 1632 aus der Gefangenschaft als erster Pfarrer nach Magdeburg zurück. Er predigte im Magdeburger Dom, da die Stadtkirchen zerstört waren.
Erst im Jahr 1641 begannen die Enttrümmerung der Kirche und eine Reparatur der Türme. 1642 erließ Georg Kühlewein ein Dekret zum Wiederaufbau der Johanniskirche. Der Seidensticker Johann Niesing und der Rektor Christian Wellmann unternahmen 1643 weite Reisen zur Einbringung einer Kollekte zum Wiederaufbau der Kirche, die sie auch nach Hamburg, Lübeck, Livland, Riga, Breslau, Königsberg und Danzig führten. Die Kollekten dauerten bis 1645 an und erbrachten 1311 Thaler, 10 Groschen und 3 Pfennig.
Zunächst entstand auf dem Kirchengelände eine provisorische hölzerne Kirche. Am 1. Februar 1644 wurde Richtfest gefeiert, am 10. Mai 1648 wurde ein Taufbecken geweiht.
Um 1654 hatte sich Magdeburg soweit von den Kriegsfolgen erholt, dass wieder ein geordnetes christliches und kommunales Gemeindeleben stattfand. Die hölzernen Behelfswohnungen wichen festen Wohnhäusern, die Gemeinde verfügte über eigene Einnahmen. In den Jahren 1656/1657 entstand auf dem Johanniskirchhof ein Pfarrhaus, nebst Küsterei.
Ab 1662 begann der eigentliche Wiederaufbau der Kirche mit der Aufrichtung einzelner Pfeiler. Am 12. September 1663 beschloss die Gemeinde offiziell den Neubau. Mithilfe der ersten Kollekte und dem sichtbaren Baubeginn konnten weitere Spenden gesammelt werden. Bereits am 25. November 1669 schloss der Baumeister Heinrich Harder die Bauarbeiten ab.
Im Jahr 1670 schuf Tobias Wilhelmi einen neuen Altar, den Christof Fensterer mit Bildern verziert hatte. Am 1. Advent des Jahres erfolgte die Weihe der neuen Johanniskirche. Die Predigt hielt Ernestus Bake, Sohn des Dompredigers Reinhard Bake.
In den folgenden Jahren fanden weitere Arbeiten, insbesondere an den Türmen, statt. 1672 erhielten die Türme welsche Hauben. 1674 wurde der südliche Turm, vollständig aus Holz bestehend, fertiggestellt. 1675 folgte der Nordturm, ebenfalls zu einem großen Teil aus Holz. Im Jahr 1676 übergab schließlich Tobias Wilhelmi die von ihm geschaffene Kanzel. 1689–1694 erbaute der berühmte Hamburger Orgelbauer Arp Schnitger eine dreimanualige Orgel für die St. Johanniskirche.
Mit einer vierten Glocke für St. Johannis und den zwei Uhrenglocken, die schon vorhanden waren, entstand das umfassendste Geläut der Stadt. Im Nordosten der Kirche wurde 1687 noch ein Treppenturm zum Dachstuhl errichtet.
Am 2. Dezember 1710 heiratete der Bildhauer Severin Gottlieb Ziegenbalg in der Johanniskirche. Im Jahr 1746 wurde der Komponist Johann Heinrich Rolle hier Organist.
Nach der Besetzung Magdeburgs durch französische Truppen 1806 diente die Johanniskirche zeitweilig als Pferdestall. 1814 fand in der Kirche anlässlich des Wiedereinzugs der preußischen Armee ein Gottesdienst statt.
Zwischen 1832 und 1850 diente das Dach der Kirche als amtliche preußische Telegrapheneinrichtung.
Im Jahr 1874, der elektrische Feuermelder war eingeführt, wurde der Türmer der Kirche von seiner Feuermeldepflicht entbunden. Er hatte bis dahin etwaiges Feuer und die Richtung des Brandes anzugeben.
Im Jahr 1885 wurde Wilhelm Faber erster Pfarrer an der Kirche. 1886 wurde westlich der Kirche in Erinnerung an die Predigt Martin Luthers das von Emil Hundrieser geschaffene Lutherdenkmal eingeweiht.
1892 bekamen die Kirchenfenster Bleiverglasungen und 1900 die Fenster des Altarraum zusätzliche Glasmalereien.
In den folgenden Jahren hielten vor allem technische Neuerungen Einzug. 1892 wurde eine Heizungsanlage eingebaut, 1928 durch eine Niederdruckdampfheizung ersetzt. Die 1903/1904 erweiterte Orgel erhielt eine elektrische Windanlage.
In der Johanniskirche befanden sich mehrere Kriegsgedenkstätten. Eine Tafel erinnerte an 31 Magdeburger, die 1813 in den Befreiungskriegen gefallen waren. Weitere Gedenktafeln gedachten dreier Gemeindemitglieder, die im Jahr 1866 im Deutschen Krieg, und sieben Gemeindeangehörigen, die 1870/71 im Deutsch-Französischen Krieg umgekommen waren. Für die 438 Mitglieder der Johanniskirchgemeinde, die im Ersten Weltkrieg gefallen waren, wurde 1923 eine als Holzrune bezeichnete hohe Stele errichtet. Geschaffen wurde das aus Spenden finanzierte Mahnmal vom Architekten Karl Hermann Scheibe. In die Seiten der Stele waren 438 Kerben geschlagen worden. Sie symbolisierten die 438 tödlichen Schläge in den Stamm der Gemeinde. An den Kerben war jeweils der Name vermerkt. Oberhalb der Namen befand sich ein Eisernes Kreuz und der biblische Satz: Niemand hat größere Liebe denn die, daß er sein Leben lässet für seine Freunde! Ganz oben thronte nach Osten blickend ein großer, als Johannisadler bezeichneter Adler. Am Fuß der Stirnseite des Mahnmals befand sich die an den in der Kriegszeit tätigen Pfarrer erinnernde Inschrift: Johannes Müller, Pastor an St. Johannis 1906 - 1921.
1923 wurde die elektrische Beleuchtung eingeführt, in der Vorhalle wurde 1924 das Denkmal Trauernde Magdeburg aufgestellt.
Am 28. September 1944 erlitt die Johanniskirche bei einem alliierten Luftangriff fünf schwere Treffer, die das Gebäude erheblich beschädigten. Beim großen Luftangriff auf Magdeburg am 16. Januar 1945 wurde die Johanniskirche erneut schwer getroffen, lediglich die Außenmauern, die nördliche Pfeilerreihe des Mittelschiffs mitsamt der von ihr getragenen Bögen sowie die Reste der Türme blieben stehen.

### 1945 bis 1990: Wiederaufbau nach dem Zweiten Weltkrieg
Die Johanniskirche blieb nun über viele Jahre eine Ruine. Erst 1953 begannen in der westlichen Vorhalle Aufräumarbeiten und sie erhielt bis 1956 statt des ursprünglichen Gewölbes ein Flachdach. Die Türme wurden aufgebaut, wobei der nördliche Turm wieder vollständig entstand, der Südturm lediglich gesichert wurde. In Hettstedt und Wilhelmsburg fanden sich zwei eigentlich für Kriegszwecke eingezogene Glocken der Johanniskirche wieder, die in den Nordturm ihrer zerstörten Kirche zurückkehrten.
Die Reparaturarbeiten waren aber nicht solide ausgeführt worden, so dass die Baupolizei 1961 die Vorhalle sperren ließ. Weil in der DDR den Kirchen kaum Geld zur Verfügung gestellt wurde, schenkte die Johannisgemeinde am 22. August 1968 die Reste der Kirche samt Grund und Boden der Stadt.

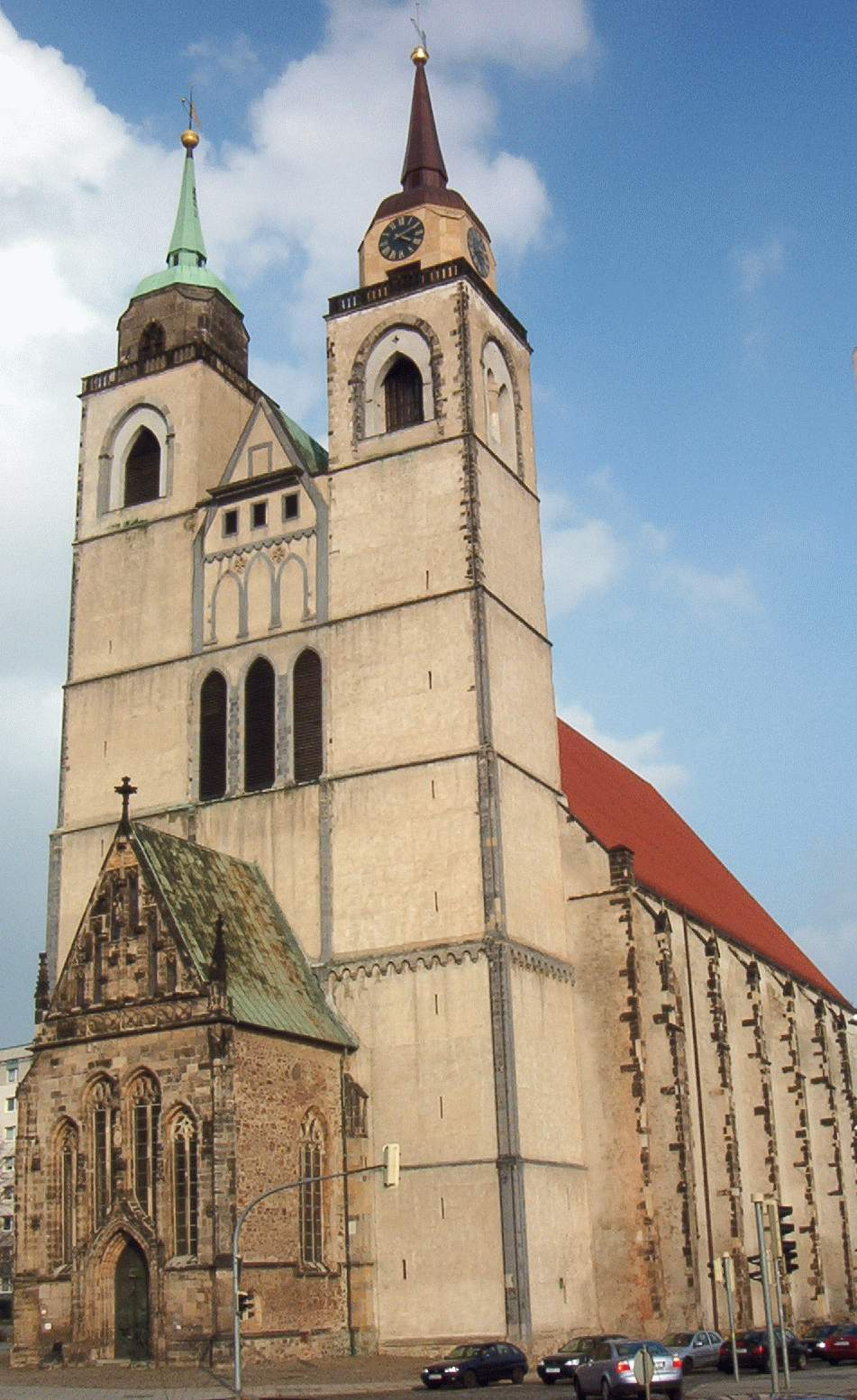
Westseite

Die Stadtverwaltung ließ 1975 bis 1977 die Außenwände restaurieren und durch einen Ringanker aus Beton sichern. Am 1. Mai 1980 wurde der Südturm als Aussichtsturm für die Bevölkerung freigegeben.
Im Jahr 1987 schloss sich die bis dahin noch bestehende evangelische Johannisgemeinde mit der Luthergemeinde zur Trinitatisgemeinde zusammen.
Im Jahr 1989 erhielt die Trauernde Magdeburg wieder einen Platz in der Vorhalle.
Nach der Wende des Jahres 1989 und dem Ende der DDR gab es schnell Bestrebungen, die Kirche wiederaufzubauen. Am 16. Januar 1991 gründete sich das Kuratorium für den Wiederaufbau der Johanniskirche. Noch 1991 erfolgte eine Versiegelung der Türme mit einer Kalkzement-Mörtel-Schicht. In der Ruine fanden diverse Kulturveranstaltungen statt. Der Magdeburger Knabenchor sang unter der Leitung von Frank Satzky 1994 Weihnachtslieder, die Freien Kammerspiele führten 1996 das Luther-Stück Das Lied wollte meiner Stimme zu hoch werden auf. Mitte der 1990er Jahre erhielt die Kirche einen neuen Stahl-Dachstuhl.
1995 wurde das ursprüngliche Lutherdenkmal wieder vor der Kirche errichtet.

### Seit 1999
Es folgten umfangreiche Arbeiten zum Wiederaufbau, wobei das Innere des Gebäudes eine Verbindung aus Historie und Moderne bildet. Das Gebäude wird seit seiner Wiedereröffnung am 2. Oktober 1999 als Konzert- und Festsaal der Stadt Magdeburg genutzt.
Im Jahr 2004 erhielt der Südturm, finanziert durch Spenden und mit erheblicher Unterstützung der Stadt, eine neue Spitze, mit der er eine Höhe von 69 m erreicht. Dazu wurde eine Stahlbetondecke, welche die inklusive des achteckigem Aufsatzes 17 m hohe Turmspitze trägt, über der Glockenstube eingezogen. Die drei Zifferblätter der Turmuhr sind im Vergleich zum 1945 zerstörten Original kleiner ausgeführt, damit die Türen zur Aussichtsplattform darunterpassen.
Als letztes großes Teilstück des Wiederaufbaus wurde 2014 mit der künstlerischen Gestaltung der gotischen Fenster des Kirchenschiffes begonnen. Der Dresdner Künstler Max Uhlig entwarf im Jahr 2011 eine erste Gestaltungsskizze, die zum Auftrag über die Anfertigung neuer Kirchenfenster führte. Sechs farbige Fenster auf der Südseite sind einem schlichten Chorraum mit Grisaillen gegenüber gestallt. Die letzte Komplettierung der Kirchenfenster erfolgte im September 2020 im Beisein des Künstlers. Zu den ersten sechs Farbfenstern kamen sieben monochrome Fenster im Chor und ein Farbfenster auf der Nordseite hinzu. Die Fenster sind alle etwa zwei Meter breit, ihre Höhe beträgt zwischen 12,50 m und 13,70 m. Die Kosten der Arbeiten werden mit 1,4 Millionen Euro angegeben, die aus Fördermitteln und Spenden stammen.
Mit insgesamt 14 Fenstern, die eine Fläche von ca. 390 m² umfassen, handelt es sich um ein hinsichtlich Dimension und Herstellungsprozess herausragendes Kunstwerk.

## Architektur

### Außen
Baufachleute bewerten das Kirchengebäude als dreistufige Hallenkirche, deren teilweise erkennbare Grundstrukturen bis in das 15. Jahrhundert zurückreichen. Es ist ein spätromanischer Westbau mit zwei Türmen, der durch spätere Wiederaufbauarbeiten zu einem teils frühgotischen Bauwerk umgestaltet wurde. Die beiden Türme des Gotteshauses sind aufgrund der mehrfachen Um- und Wiederaufbauarbeiten nicht symmetrisch. Erhalten geblieben beziehungsweise wieder hergestellt wurde das Kirchenhaupthaus mit schlanken mehrsprossigen Spitzfenstern. Vor dem Turmunterbau erhielt das Sakralgebäude einen gotisierten Vorbau, der das Portal bildet. Auf den Portalflügeln und mittels zweier Figuren davor wurde das Kunstwerk Krieg und Frieden geschaffen. Das Bronzeensemble stammt vom Magdeburger Bildhauer Heinrich Apel und wurde am 10. Mai 1983 eingeweiht. Es soll an die Zerstörungen Magdeburgs 1631 und 1945 erinnern.
Im örtlichen Denkmalverzeichnis ist die Kirche unter der Erfassungsnummer 094 70972 als Baudenkmal verzeichnet.

### Innenraum und Ausstattung
Die Hallenkirche wird mit unverputzten achteckigen Säulen symmetrisch in drei gleich hohe Schiffe gegliedert. Die Säulen sind mittels mehrerer Spitzbögen verbunden. Aus akustischen Gründen wurde das Deckengewölbe des Mittelschiffs mit Platten abgehangen.
Aufgrund der Nutzung für Konzerte und andere weltliche Veranstaltungen gibt es eine reichhaltige Bestuhlung, wie etliche Bilder im Internet zeigen. In einer Ecke eines Nebenschiffes sind zwei vor Ort gefundene Bomben zur Mahnung ausgestellt.

### Orgeln

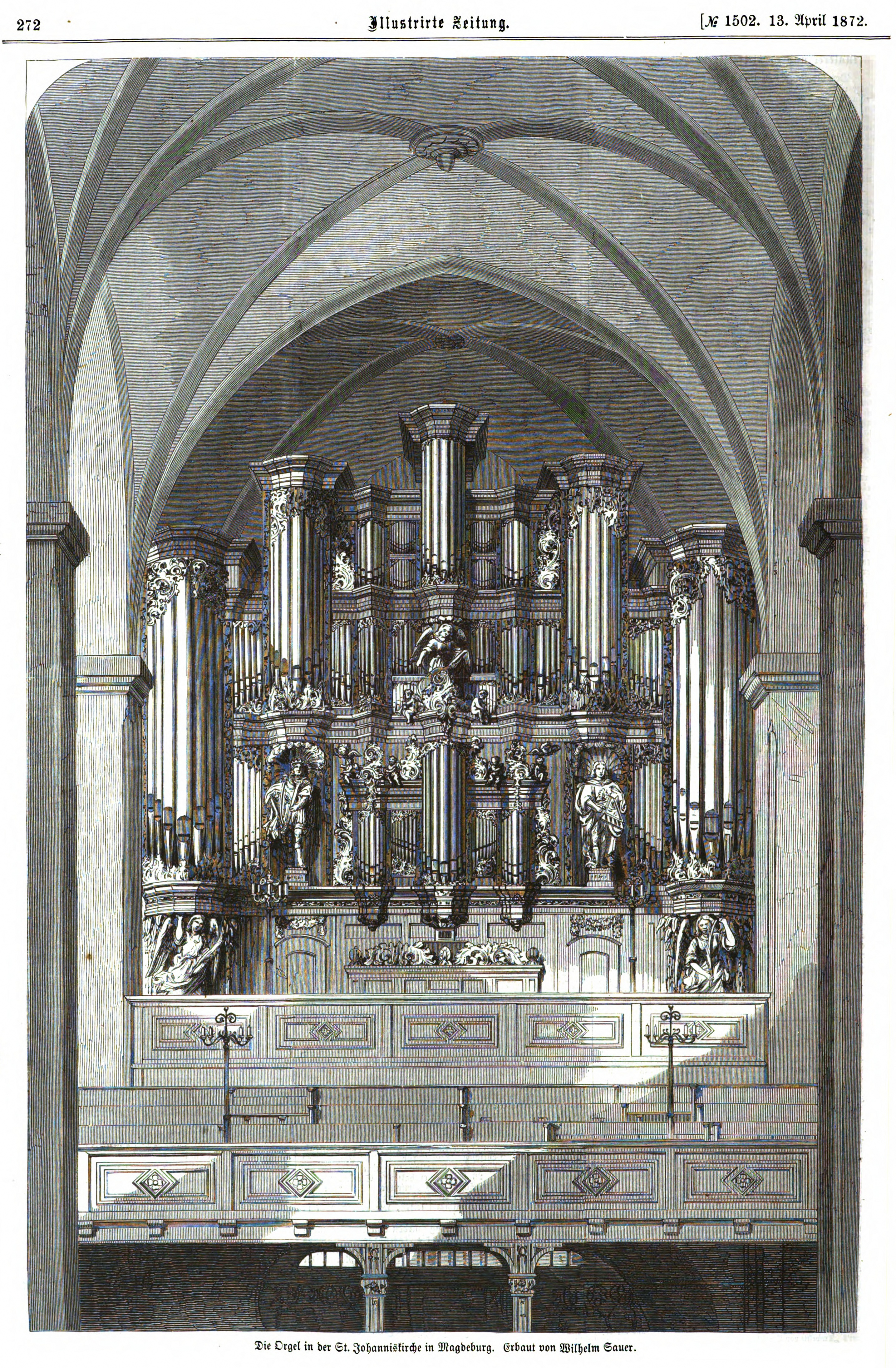
Sauer-Orgel 1872 mit dem Prospekt der Schnitger-Orgel

Eine zwischen 1689 und 1695 in der Werkstatt des Hamburger Orgelbauers Arp Schnitger entstandene Orgel, mit einem Orgelprospekt von Tobias Wilhelmi, kam auf die Empore. Die Empore musste jedoch aus statischen Gründen 1748–1752 erneuert werden.
Erst 1828–1831 wurde die Orgel erstmals repariert. 1868–1870 erneuerte Wilhelm Sauer das Kircheninstrument vollständig. Seit einer Ergänzung im Jahr 1904 wurde die Orgel auf über 70 Register erweitert. Das Instrument ist bei der Zerstörung der Kirche 1945 verloren gegangen.

### Glocken
Im Jahr 1468 goss Meister Heinrich aus Danzig außerhalb der Stadt, vor dem Sudenburger Tor, die Apostelglocke.
Im Jahr 1649 konnten zwei vom Magdeburger Glockengießer Georg Schreiber gegossene Glocken in den Turm aufgezogen werden. 1658 wurde unter Verwendung der geschmolzenen Reste der alten Glocken eine Festglocke von Schreiber gegossen. Schon im Jahr 1667 sprang diese bei einem Trauergeläut für die verstorbene Kurfürstin von Brandenburg. 1670 goss Jacob Wentzel die defekte Festglocke um. Die Daten des Klangkörpers von 1670 lauten: Gewicht 6 t, Durchmesser 2172 mm, Schlagton g0−6, Septimenrippe.
Im Ersten Weltkrieg musste die Johanniskirche 1918 eine Glocke für Rüstungszwecke abgeben. Im Jahr 1927 erhielten die Glocken ein elektrisches Läutewerk. Im Zweiten Weltkrieg mussten 1942 auch die verbliebenen Glocken in eine Sammelstelle abtransportiert werden.
Nach dem Krieg wurden sowohl die Festglocke als auch die kleinere Buß- oder Bußtagsglocke (Schlagton h0, Gewicht 3 t) wiedergefunden und 1954 in das Kirchengebäude in Magdeburg zurückgebracht. Allerdings läuteten sie nicht. Erst nach der Wende konnten sie restauriert und wieder zum Klingen gebracht werden, erstmals waren sie am 31. Oktober 2008 wieder zu hören. Hierfür wurden der Stahlglockenstuhl entfernt, ein neuer Holzglockenstuhl für 225000 € erbaut und die gekröpften Stahljoche durch gerade Holzjoche ersetzt. Bevor die erheblich beschädigte Bußtagsglocke wieder läuten konnte, schweißte die Glockenwerkstatt Lachenmeyer einen Riss sowie Löcher in der Haube zu und ergänzte zwei fehlende Kronenhenkel.
Die Glocken sollen künftig zu folgenden Anlässen läuten:
- Kirchliche Veranstaltungen und besondere Anlässe
- Jahreswechsel
- Jahrestag der Zerstörung Magdeburgs am 16. Januar
- Todestag Otto von Guerickes am 11. Mai (alle fünf Jahre)
- Gedenken zum Wiederaufbau der Johanniskirche mit der Errichtung des Südturmes am 12. Mai (alle fünf Jahre)
- Reformationstag am 31. Oktober

Nordöstlich der Kirche befinden sich sechs Kirchenglocken, die jedoch in keinem geschichtlichen Zusammenhang mit der Johanniskirche stehen.

## Sehenswertes
- Bronzenes Martin-Luther-Denkmal vor der Kirche
- Die Trauernde Magdeburg fand im Eingangsbereich der Kirche ihren Platz. Sie ist die einzige Skulptur, die nach der Zerstörung Magdeburgs 1945 aus den Trümmern der Kirche gerettet werden konnte. Es handelt sich um einen 1906 erstellten Nachguss eines Werkes von Heinrich Drake, dessen Original zu einem Lutherdenkmal in Worms gehört.[19]
- Gruft Otto von Guerickes
- Aussichtsplattform in 52 m Höhe auf dem Südturm[4], über 277 Stufen ersteigbar.[20] Von dieser kann bei guter Sicht ein großer Teil des Ost- und Oberharzes von der Viktorshöhe bis zum 80 km entfernten Brocken gesehen werden.[21]
- Gemälde (Diptychon): Zwillingstürme von Eberhard Oertel